# Хайланд Бийч
Хайланд Бийч е измислено място, бряг на езеро, представляващо сцена от научнофантастичната поредица 4400.
В историята на филма се разказва, за събития през последните 58 години, през които 4400 души, биват похитени от група хора, от бъдещето. На 22 април 2001, по погрешка бива взет Шон Фарел от Хайланд Бийч, вместо братовчед му, Кайл Болдуин. По някое време, през 2004-та, 4400-те отвлечени, биват върнати чрез кълбо от светлина, на Хайланд Бийч, без каквито и да е спомени, къде са били, или колко време ги е нямало.

## Местоположение
Даяна Скурис, казва в пилотния епизод на 4400, че „комета“ ще се приземи на координати 47ºN, 122°W или 123°W, разположено в планината Рение (около 122°W); Най-близкото езеро до тези координати, в действителност, е езерото Моуйк, разположено в Национален парк „Планина Рение“, на около 12 км югоизточно.
(На координати 123°W, е разположено място, извън Олимпия, Вашингтон, разположено в горите, около столицата на щата.
Езерото, снимано във филма, в действителност е езерото Капилано, намиращо се в Северен Ванкувър, Британска Колумбия, – 49°22′39″N 123°07′35″W.